# 建安站 (香港)
建安站（英語：Kin On Stop）是香港輕鐵的一個車站，車站編號是060，屬於單程車票第2收費區。此站處於杯渡路及建安街交界，在屯門工業中心外，為建安及週邊工業區提供服務。
值得一提的是，該站西行月台因路軌架空工程而拆卸、並在另一位置重建。

## 車站結構

### 車站樓層
| 地面              | 出口 | 杯渡路、屯門工業中心 |   |  |
| 地面              | 月台 | \| 側式 · 開左邊车门 \| \| \| \| \| \| \| \| 輕鐵505綫往兆康（山景（南）） \| 1 \| \| \| \| 2 \| 輕鐵505綫往三聖（屯門） \| \| \| \| 側式 · 開左邊车门 \| \| \| \| \| |   |  |
| 地面              | 出口 | 杯渡路 |   |  |
| 側式 · 開左邊车门 |      | |   |  |
|                   |      | 輕鐵505綫往兆康（山景（南）） | 1 |  |
|                   | 2    | 輕鐵505綫往三聖（屯門） |   |  |
| 側式 · 開左邊车门 |      | |   |  |

### 車站月台
建安站設有2個側式月台。

### 車站周邊
- 屯門工業中心
- 屯門工業區
- 屯門消防總局
- 恒威工業中心
- 屯門救護站

## 歷史
- 該站在1988年輕鐵通車時一併投入使用；但因為路軌架空工程的關係，於2002年期間曾經封閉，而其中1號月台（505線往兆康方向）因無法配合天橋位置，是在通車十多年後完全新建的
- 亦因為工程的關係，兩個月台的設施都是依新規格完全新建，包括範圍擴展至月台斜道和樓梯的上蓋、雙面廣告板、月台中央的八達通處理器等

### 未來發展
港鐵計劃於2024年下旬展開為期半年的「氫能列車」測試計劃，並在本站加建低地台月台協助列車行駛。

## 外部連結
- 港鐵公司 - 輕鐵及巴士服務 - 輕鐵街道圖 （页面存档备份，存于）
- 港鐵公司 - 輕鐵及巴士服務 - 輕鐵行車時間表 （页面存档备份，存于）